# 海口镇 (德兴市)
海口镇，是中华人民共和国江西省上饶市德兴市下辖的一个乡镇级行政单位。

## 行政区划
海口镇下辖以下地区：
新源社区、海口村、黄渡村、江田村、杜村和舒湾村。